# Línea 46 de TMB
La línea 46 es una línea regular de autobús urbano de la ciudad de Barcelona, gestionada por la empresa TMB. Hace su recorrido entre la Pl. España y el Aeropuerto de Barcelona, con una frecuencia en hora punta de 20 min. En el Aeropuerto de Barcelona tiene parada en las terminales T2A, T2B, T2C y T1.

## Horarios
| 46         | Primer servicio A: Aeropuerto | Primer servicio A: Pl. España | Último servicio A: Aeropuerto | Último servicio A: Pl. España |
| Laborables | 05:00                         | 05:30                         | 00:15                         | 00:45                         |
| Sábados    | 05:00                         | 05:30                         | 00:15                         | 00:45                         |
| Festivos   | 05:00                         | 05:30                         | 00:15                         | 00:45                         |

## Recorrido
- De Aeropuerto BCN <-> Pl. España por: Gran Vía, Pl. Ildefonso Cerdá, Gran Vía, Autovía de Castelldefels, Crta del Aeropuerto, Terminal 2A, Terminal 2B, Terminal 2C y Terminal 1.

## Otros datos
| Prestación                   | Disponibilidad en la línea |
| ---------------------------- | -------------------------- |
| Adaptada a                   | Sí                         |
| TMB iBus (tiempo de espera ) | Sí                         |
| Pantallas informativas       | Sí                         |
| Línea de tránsito rápido     | No                         |
| Circula en días festivos     | Sí                         |